# Törökbálint
Törökbálint é uma cidade da Hungria, situada no condado de Peste. Tem 29,4 km² de área e sua população em 2019 foi estimada em 13.655 habitantes.